# عشق نامختومه
عشق نامختومه (Cold case love) یک تک‌آهنگ از خواننده باربادوسی، ریانا که در آلبومِ چهارم وی درجه آر قرار دارد. این آهنگ توسط جاستین تیمبرلیک و رابین تادروس نوشته و تهیه شده است. یک سال پس از پخش این اهنگ ریانا اعتراف کرد که مضمون این آهنگ در مورد رابطه نافرجام او و کریس براون بوده‌است.